# ویکتور کومیکوف
ویکتور کومیکوف (روسی: Виктор Балютович Кумыков؛ زادهٔ ۲۵ ژوئن ۱۹۶۳) بازیکن فوتبال اهل اتحاد جماهیر شوروی است.
از باشگاه‌هایی که در آن بازی کرده‌است می‌توان به باشگاه فوتبال روتور ولگوگراد اشاره کرد.